# João Carlos Espada
João Carlos Mosqueira Mendes Espada GOM (Lisboa, 21 de março de 1955) é um professor universitário português.

## Biografia
Filho de João Carlos Mendes Espada e de sua mulher Maria da Conceição Mosqueira.
João Carlos Espada é director e fundador (1996) do Instituto de Estudos Políticos da Universidade Católica Portuguesa, bem como da revista Nova Cidadania (1998), tendo antes integrado o Instituto de Ciências Sociais da Universidade de Lisboa (1985-2002). 
Fundou a International Churchill Society of Portugal (2003), da qual é presidente, integrando também o International Board of Academic Advisers daquela instituição. Mantém uma crónica regular na imprensa desde 1985 (Jornal de Notícias, Expresso e Público), escrevendo no Observador desde Março de 2016. 
Doutorou-se em Estudos Políticos na Universidade de Oxford (1990-1994), sob orientação de (Lord) Ralf Dahrendorf, tendo leccionado nas Universidades de Brown, Stanford e Georgetown, nos EUA, bem como no Colégio da Europa, em Varsóvia (onde foi o primeiro da Cátedra Bronislaw Geremek em Civilização Europeia, entre 2011 e 2014). 
Faz parte do Editorial Board do Journal of Democracy, com sede em Washington, DC.  
É membro correspondente da Academia das Ciências de Lisboa e membro emérito da Academia de Marinha.
Foi consultor para assuntos políticos nos primeiros mandatos do Presidente Mário Soares (1986-1990) e do Presidente Aníbal Cavaco Silva (2006-2011). 
O seu livro mais recente intitula-se The Anglo-American Tradition of Liberty: A view from Europe (London/New York: Routledge, 2016; edição húngara, 2017; edição inglesa em paperback, 2018; edição brasileira, 2019). 
Em 2018 foi distinguido com o título de Honorary Officer of the British Empire (OBE) pela Rainha Isabell II. Em 2015 foi distinguido com o título de Knight’s Cross of the Order of Merit pelo Presidente da República da Polónia. Em Janeiro de 2012 recebeu a Bene Merito Distinction do Ministro dos Negócios Estrangeiros da Polónia, tendo em 2010 recebido a Medalha de Gratidão do European Solidarnosc Centre, com sede em Gdansk. Em 1996, recebera do Presidente da República Portuguesa o título de Grande Oficial da Ordem do Mérito.

## Obras
- Livre iniciativa e participação (1989);
- Dez anos que mudaram o mundo: crónicas sobre o renascimento da ideia liberal (1992);
- A invenção democrática (coordenação; 2000);
- A Tradição da Liberdade (2000);
- Liberalismo - o Antigo e o novo (organização; 2001);
- Ensaios sobre a liberdade (2002);
- Pluralismo sem Relativismo - Recordando Sir Isaiah Berlin (organização, 2003)
- Família e Políticas Públicas (2004);
- Direitos Sociais de Cidadania - Uma Crítica a F.A. Hayek e Raymond Plant (2004);
- Democracia Liberal e Religião (coordenação; 2007)
- A tradição anglo-americana da liberdade: um olhar europeu (2008);
- Liberdade e Responsabilidade Pessoal: 25 Anos de Crónicas Políticas (2008);
- O Mistério Inglês e a Corrente de Ouro (2010);
- Portugal, a Europa e o Atlântico (2014);
- Liberdade como Tradição: um olhar Euro-Atlântico sobre a cultura política marítima de língua inglesa (2023).